# Mouvements d'escalade
Lors de la pratique de l'escalade, le grimpeur est amené à utiliser une grande variété de mouvements d'escalade avec ses mains, ses pieds, son corps.

## Principes

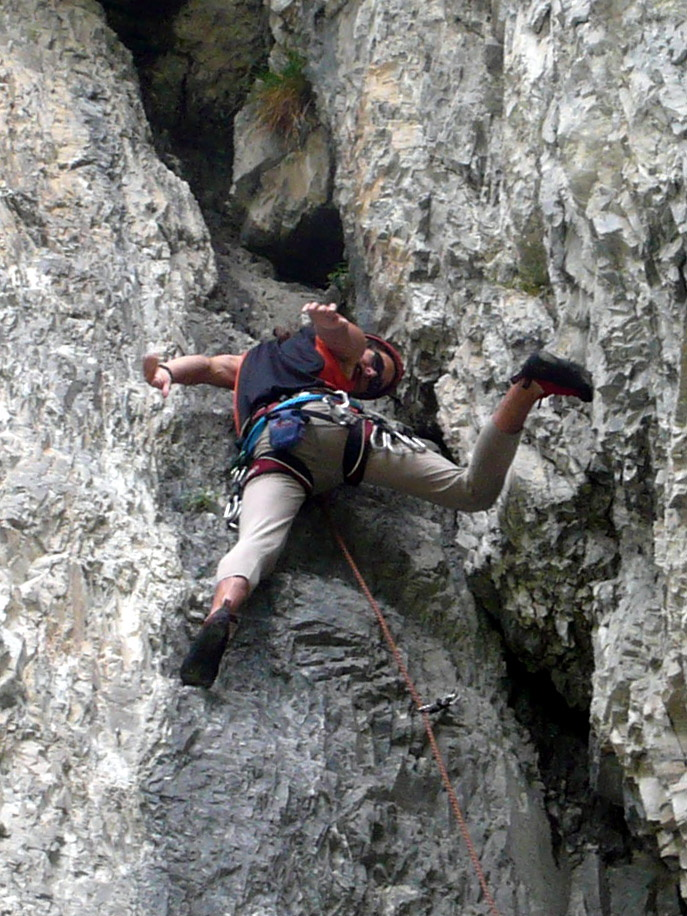
L'usage de la technique d'opposition donne au pied droit du grimpeur l'adhérence nécessaire à l'utilisation d'une prise du pan de droite du dièdre. Le maintien du bassin du grimpeur proche de la paroi lui permet d'être en équilibre sur les seules prises de pied sans avoir à solliciter ses bras.

Les mouvements d'escalade reposent sur quatre principes :
- l'emploi privilégié de la force des jambes plutôt que celle des bras ;
- la nécessité de ne pas garder le corps collé à la paroi lors de la progression ;
- l'utilisation de l'adhérence pour exploiter les prises d'escalade ;
- l'existence de parties du corps devant rester fixes pendant le mouvement (sauf lors de jetés et autres mouvements dynamiques).

Les jambes, à la différence des bras, ont naturellement la force nécessaire pour porter durablement le poids du corps et le faire progresser vers le haut. Aussi l'un des principes de l'escalade est de privilégier l'effort des jambes chaque fois que possible, quel qu'en soit le terrain, les bras servant d'abord à assurer l'équilibre et à garder le contact avec la paroi. Ce principe peut apparaître comme une évidence mais ne l'est pas sur le terrain pour le débutant et peut être difficile à mettre en pratique lorsque la paroi est verticale, voire surplombante.

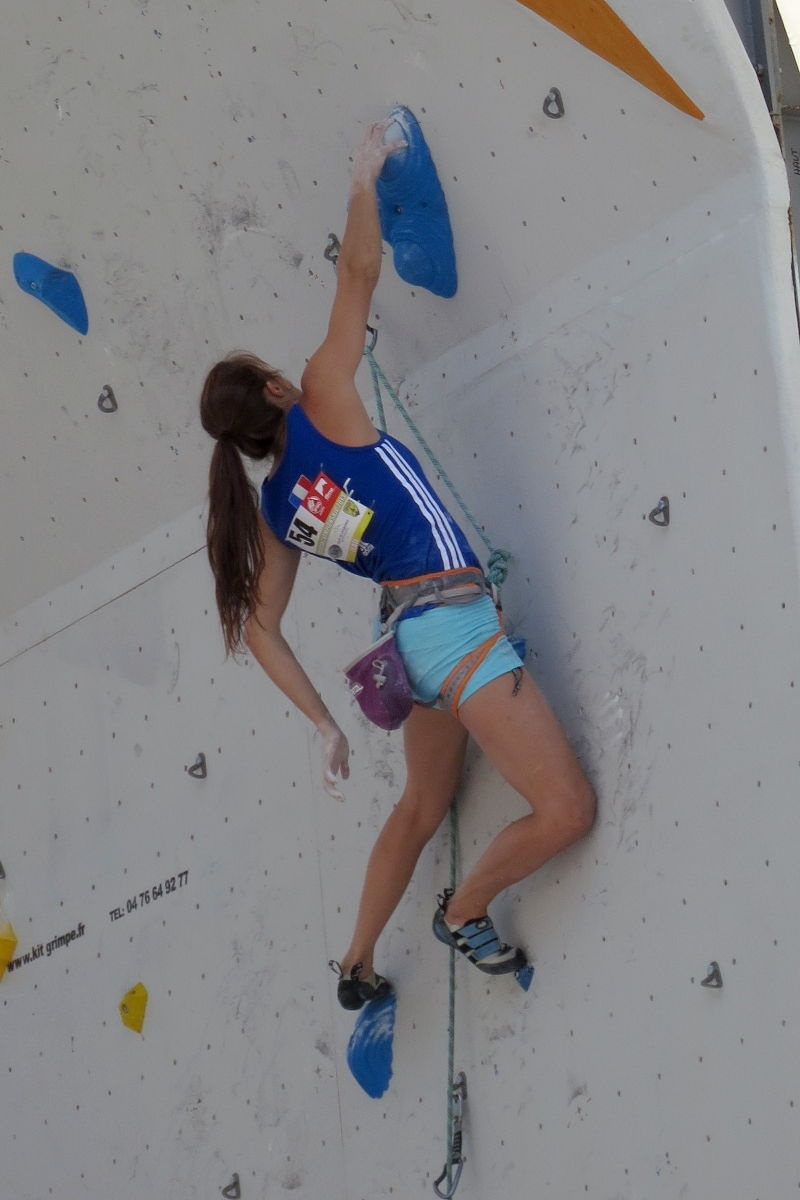
La grimpeuse garde le bassin proche du mur d'escalade afin que son poids porte principalement sur ses jambes mais elle garde le buste décollé de la paroi pour économiser ses bras en les gardant tendus et pour pouvoir observer la suite de la voie et les prises disponibles.

Entre deux mouvements, la bonne position consiste donc à garder le centre de gravité au-dessus des appuis, le bassin le plus près possible de la paroi, afin de conserver un maximum de poids du corps sur les jambes. Cependant, garder tout le corps collé à la paroi rocheuse ne permet pas de voir les prises, qu'il s'agisse des prises de pied comme des prises de main. Aussi, le buste doit rester en retrait pour favoriser la vision des prises. Ensuite, pour permettre le mouvement, le bassin devra être légèrement éloigné de la paroi, autorisant la flexion de la jambe et augmentant généralement l'adhérence du pied en appui.
Dès lors que les prises disponibles ne permettent pas un appui vertical, l'adhérence devient un élément essentiel de l'utilisation de ces prises. L'adhérence concerne les prises de pied d'abord mais aussi les prises de main ou de toute partie du corps. L'adhérence à une prise est augmentée d'une part par la surface de contact et d'autre part par la pression exercée sur la prise. L'augmentation de la pression sur une prise peut être obtenue par la technique d'opposition, le grimpeur « poussant » sur deux parois d'un dièdre ou d'une cheminée ou encore, le long des fissures, lorsque le grimpeur « tire » horizontalement sur les prises de main et « pousse » dans le sens opposé sur les prises de pied (méthode de Dülfer).
Au cours d'un mouvement d'escalade, certaines parties du corps restent fixes et permettent de conserver l'équilibre, c'est en particulier le cas des points d'appui qui doivent garder le contact avec le rocher. Ces points d'appui peuvent aussi être des centres de rotation, telle l'extrémité avant du chausson d'escalade lorsque le grimpeur s'élève. Pour garder son équilibre la règle des « trois points d'appuis» est une solution simple, elle consiste à garder en permanence au moins trois points d'appui lors de la progression, c'est-à-dire les deux pieds et une main ou les deux mains et un pied. Mais si la plupart des mouvements s'effectuent en statique, où au moins une prise est toujours maintenue durant la progression, les mouvements dynamiques, comme les jetés, ne sont pas exclus, obligeant le grimpeur à lâcher plusieurs voire toutes les prises et points d'appui afin de réussir son mouvement ; la réussite de ces mouvements dynamiques suppose une bonne maîtrise des appuis statiques.

## Préhension des membres supérieurs
Les préhensions dépendent du type de prise que peut présenter le rocher : bosses, plats, fissures, trous, réglettes…

### Techniques de doigts

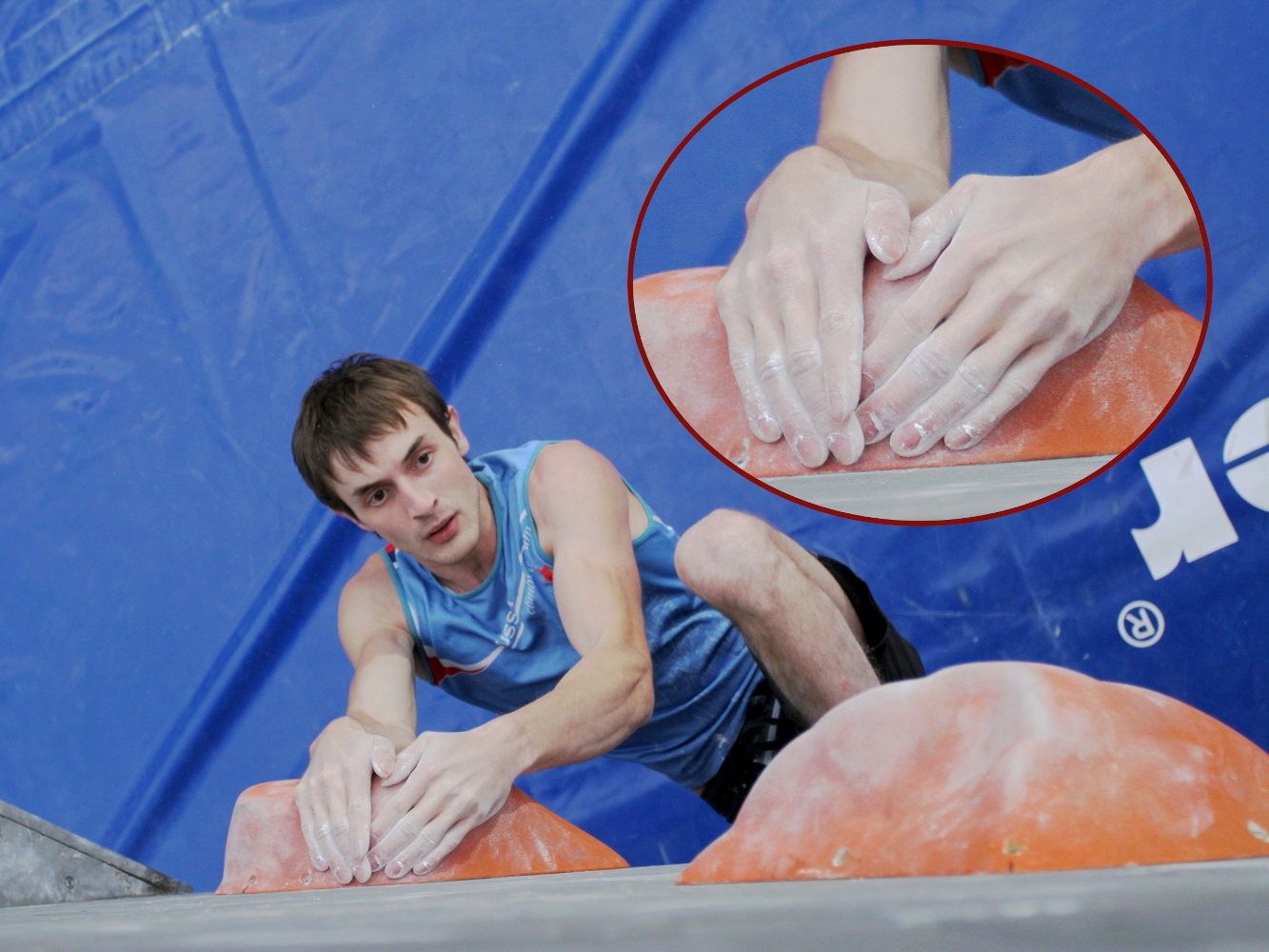
Plat tenu en tendu

Saisie à pleine main (crochetage)Pour les grosses prises crochetantes et confortables (bacs), où les doigts crochètent entièrement à l'intérieur de la prise.
PaumoLa paume de la main (et les doigts) englobent une prise moyenne et arrondie.
TenduForme de préhension qui respecte le mieux l'architecture de la main, la moins traumatisante. S'utilise notamment sur les plats pour faire jouer l'adhérence de la peau. Dans ce cas, l'effort peut être traumatisant au niveau du poignet, qui est arqué à la place de la main.

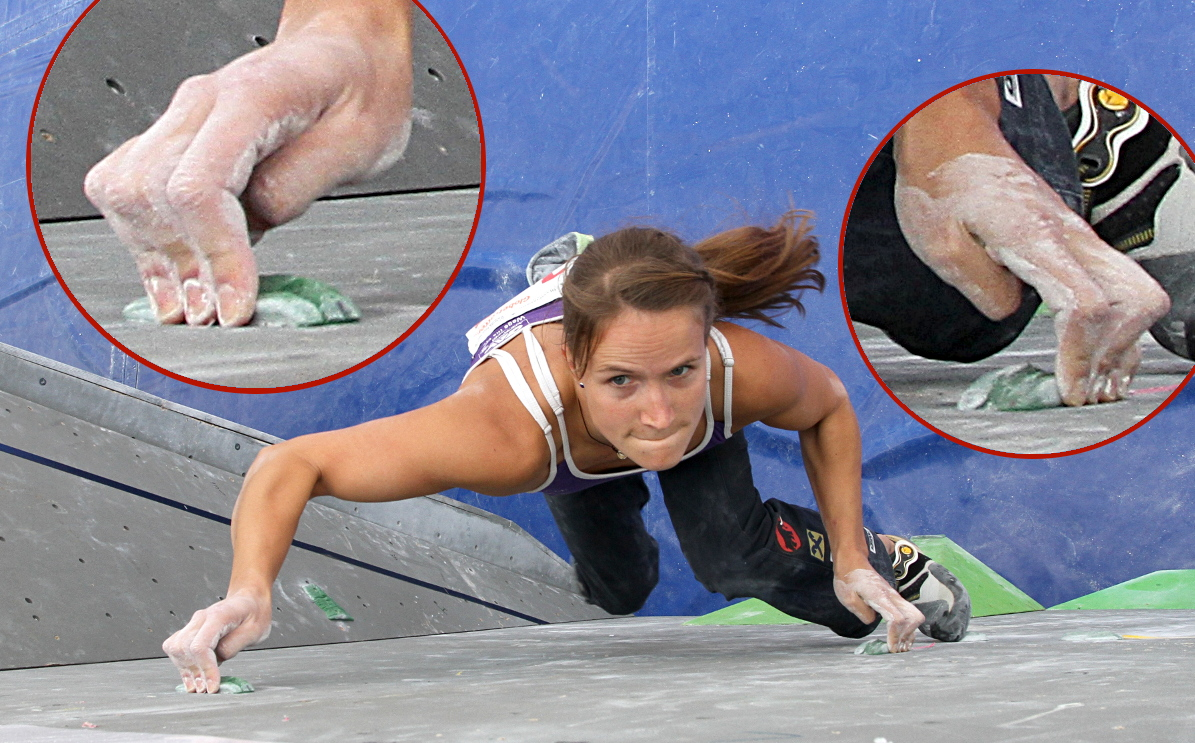
Réglettes tenues en semi-arqué

ArquéDu bout des doigts, plus efficace sur les petites prises mais plus traumatisant car la dernière phalange se plie dans un sens contre nature. Main fermée, le pouce se verrouille sur l'index. S'utilise sur les réglettes, prises de moins d'une phalange d'épaisseur.
Semi-arquéles doigts pliés à 90°
Monodoigt, bidoigt, tridoigtSaisie en tendu avec seulement un, deux, ou trois doigts d'une prise étroite (trou, poche). Tenue difficile et traumatisante.
PinceEn jouant sur l’opposition entre le pouce et les autres doigts, il faut serrer comme une mâchoire la prise, souvent en forme de colonnette. La pincette est une opposition entre le pouce et l'index sur une minuscule aspérité.
VerrouDes doigts ou la main sont coincés dans une fissure ou un trou : verrou de doigts, verrou de main, verrou de poing, verrou à deux poings, etc. Un effet de levier avec l'avant-bras assure la fermeté du verrouillage.
RelanceMouvement dynamique consistant à prendre une prise sans s’arrêter dessus pour prendre la prise qui suit. Utilisé typiquement sur une « prise intermédiaire », impossible à tenir.

### Positionnement de la main et du bras

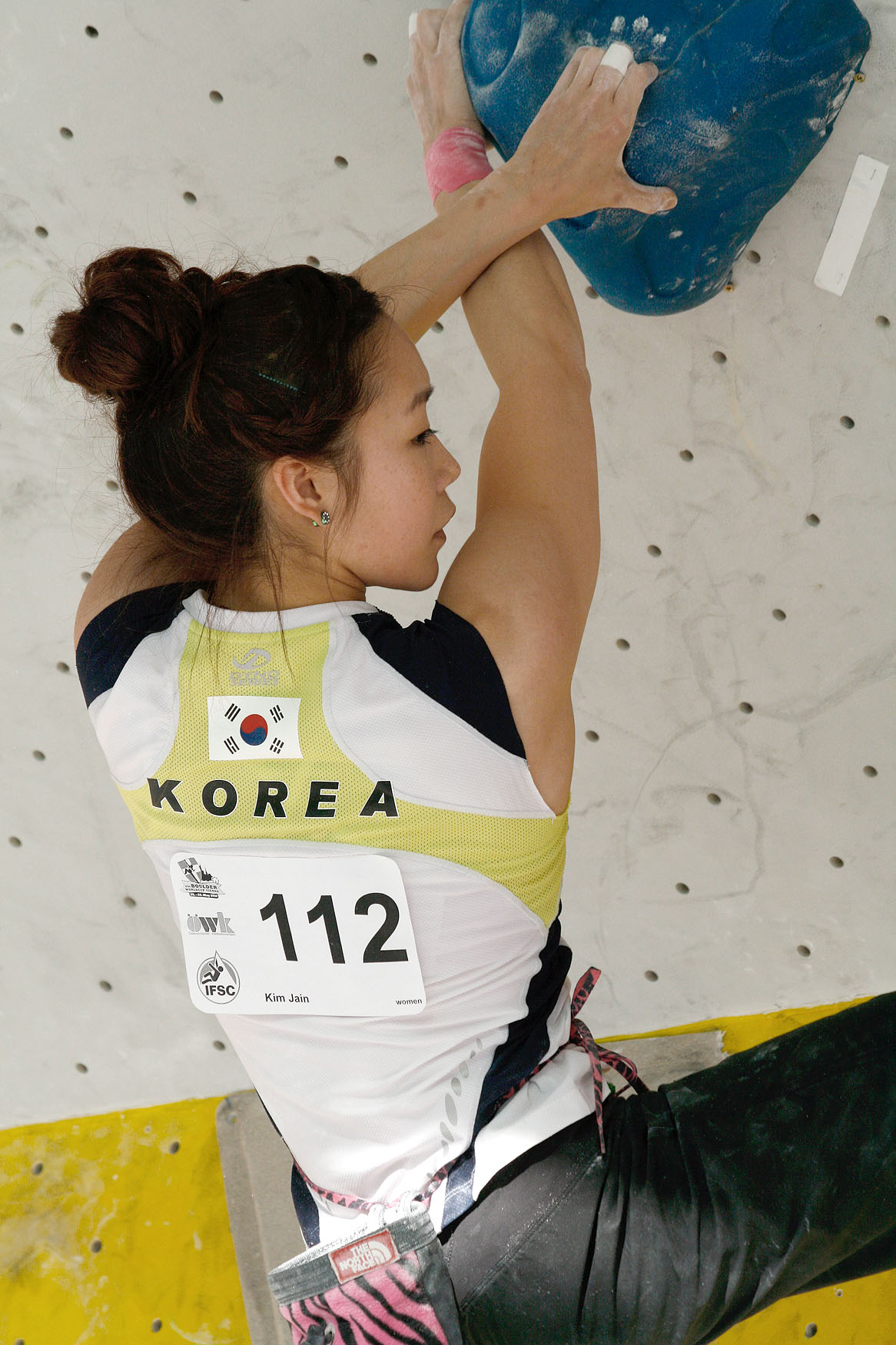
Croisé

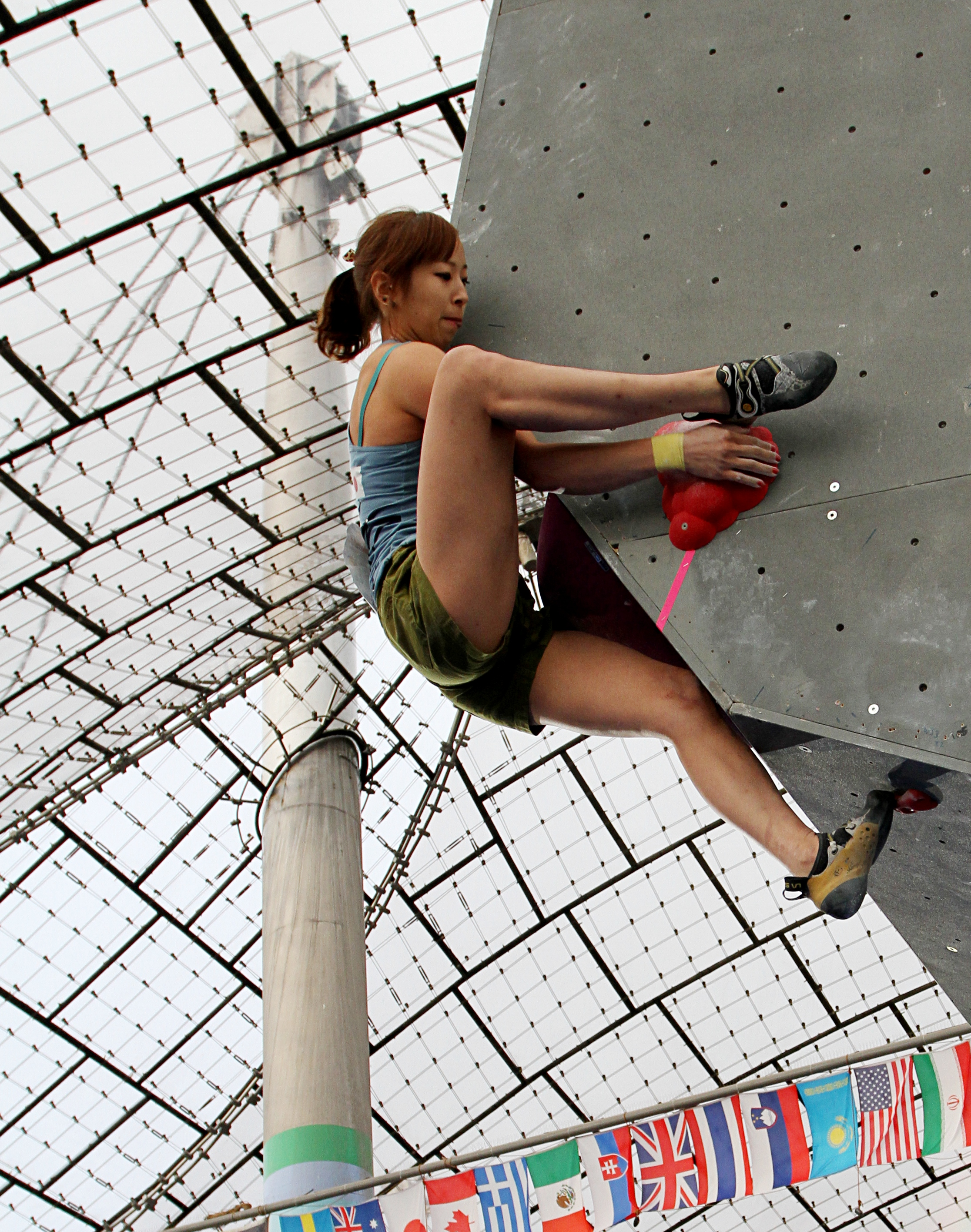
Pied-main (crochet talon)

InverséeUtilisation d'une prise orientée vers le bas, pour forcer sur les pieds, en tirant vers le haut avec la main.
Appui de paumeLa paume de la main vient se plaquer contre la roche, en adhérence, et souvent doigts vers le bas, afin de se pousser vers le haut.
BlocageMaintien sur une seule prise de main, avec le bras plié et verrouillé, le temps de chercher la prise suivante avec l'autre main.
CompressionPaume ouverte vers l'intérieur, main à plat, utilisé en vérin dans les angles et en bloc.
ÉpauleLe bras est fermé et la paume de la main dirigée vers l'extérieur. Ce mouvement d'une main peut s'accompagner d'une compression de l'autre main pour amorcer le déplacement.
Changement de mainPlacer la main la plus extérieure possible sur la prise, puis ramener l’autre main. Changer de doigts progressivement, un par un, jusqu’à retirer la première main.
Croisé et décroiséUtile quand un changement de main n'est pas possible. Pour un croisé extérieur main droite, la jambe gauche est en opposition, celle de droite est repliée pour donner l'impulsion et la main droite s'avance et se croise vers la prise voulue. Il faut pivoter en tournant le bassin et les épaules. Pour décroiser, le corps va alors complètement tourner pour attraper la prochaine prise, tout en contrôlant le transfert du poids.
Pied-mainMouvement parfois acrobatique consistant à poser le pied à l'endroit même où la main tient une prise, lui permettant ainsi de se libérer pour saisir une autre prise tout en maintenant l'équilibre de manière permanente.

## Préhensions des membres inférieurs
L'escalade se joue principalement au niveau des pieds, les muscles des membres inférieurs étant nettement plus puissants que ceux des bras. L'utilisation des pieds est donc essentielle, exploitant une énergie beaucoup plus importante que celle disponible au niveau des bras.

### Pose du pied

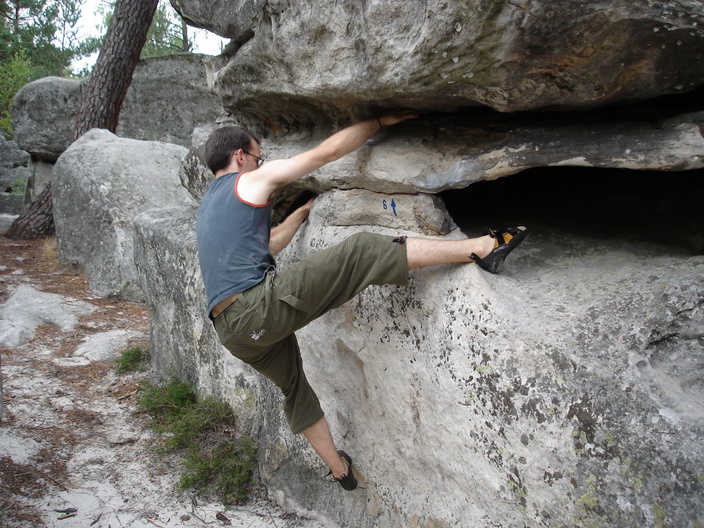
Un crochet de talon (pied droit) et une carre interne (pied gauche).

AdhérenceAppui du chausson à plat, sur une zone sans prise crochetante en utilisant l'adhérence de la semelle (force de friction). Pied perpendiculaire à l'appui, talon tiré vers le bas pour plus d'efficacité.
GratonnageAppui du pied sur un relief minuscule (gratton).
Verrou de piedCoincement des orteils ou du pied à l'intérieur d'une fissure ou d'un trou, créant une opposition entre plusieurs zones du chausson et du rocher. Par exemple, un crochetage talon-pointe.
Selon la surface de contact du chausson :
PointePose de l'extrémité du chausson, face à la prise, en appuyant sur l'extrémité des orteils (gros orteil). Pour améliorer la précision de l'appui sur une petite prise (gratonage, pivot) ou bien l'équilibre (éloignement des hanches si le corps fait face à la paroi)
Carre internePose de la partie intérieure de l'avant du chausson. Pour augmenter la surface de contact sur une réglette ou faciliter un placement avec les hanches perpendiculaires à la paroi.
Carre externePose de la partie extérieure de l'avant du chausson. Pour augmenter la surface de contact sur une réglette ou faciliter un placement avec les hanches perpendiculaires à la paroi.
PlantePose sur le milieu de la plante du pied. Par exemple, pour se hisser sur une prise haute en conservant l'équilibre .
Talon ou crochet de talonUtilisation de l'enrobage arrière du chausson en levant la jambe. Utile pour passer les dévers, ce crochetage permet de soulager les bras de l'appel de la pesanteur au prix d'une certaine souplesse.
Contre-pointe ou crochet de pointeCrochetage d'une prise ou d'une arête avec le dessus du chausson (spatule). Utilisé en dévers, pour maintenir le corps contre la paroi ou en vertical pour s'équilibrer grâce à une arête.
Pointe-contre-pointe (crochet contre crochet)La prise est prise en étau (compression) avec une pointe et une contre pointe par les deux pieds, qui poussent et tirent dans des directions opposées. Utilisé en dévers pour maintenir le corps près de la paroi.

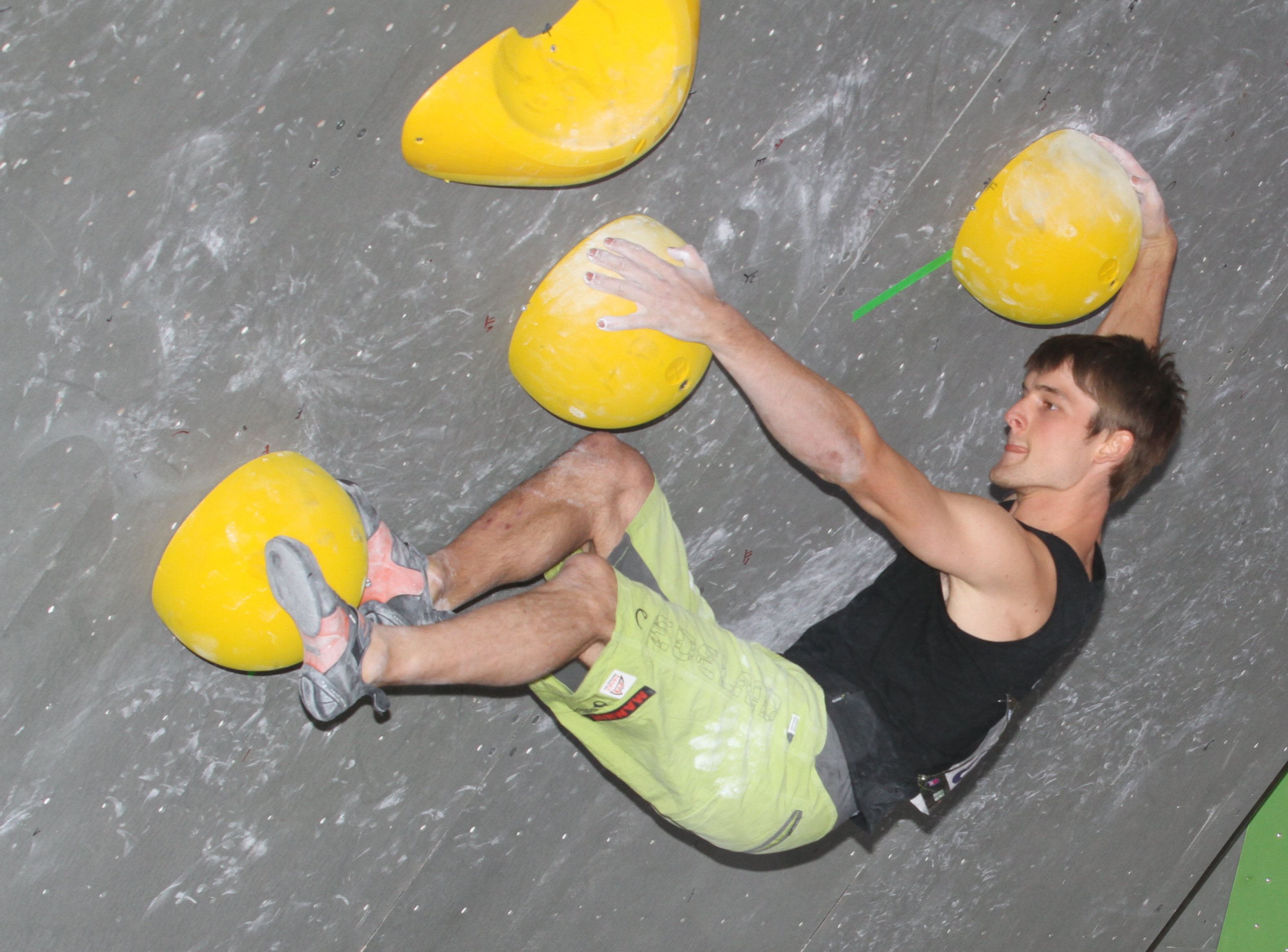
Pointe-contre-pointe
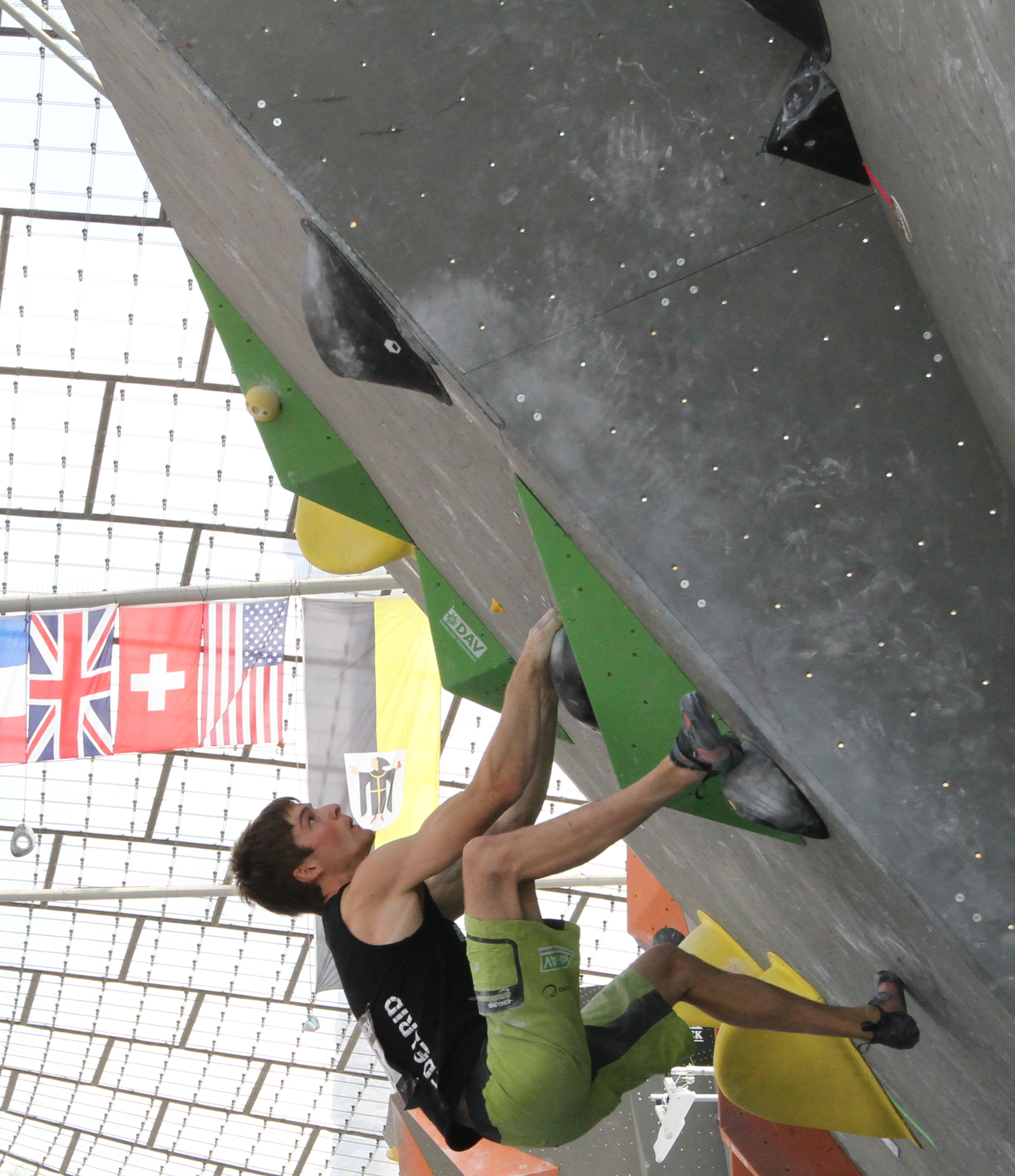
Crochet talon droit, pied gauche en adhérence (drapeau)
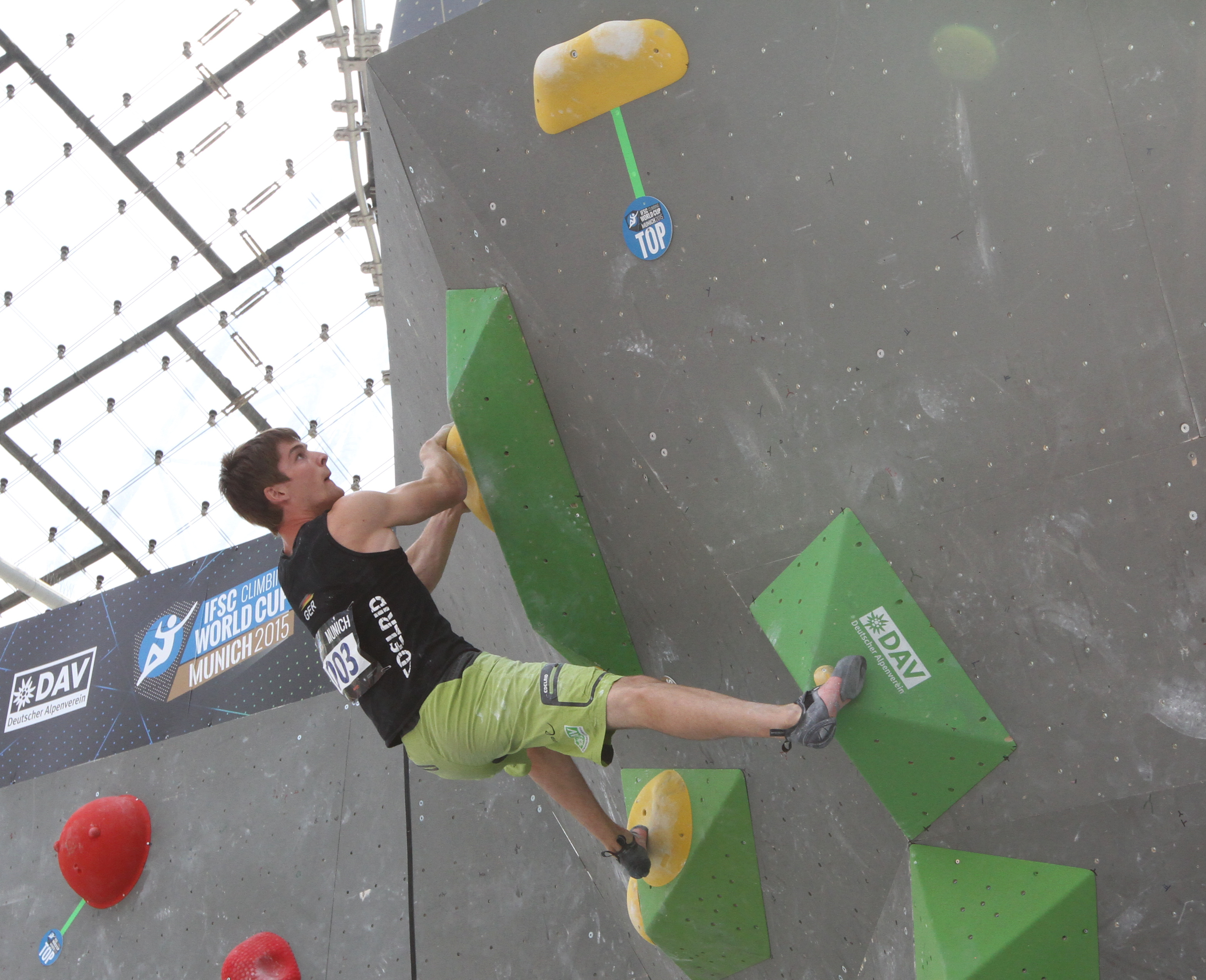
Contre-pointe droite, pour éviter un ballant vers la gauche (« porte ») et mieux tenir la prise de mains verticale

### Mouvement des jambes

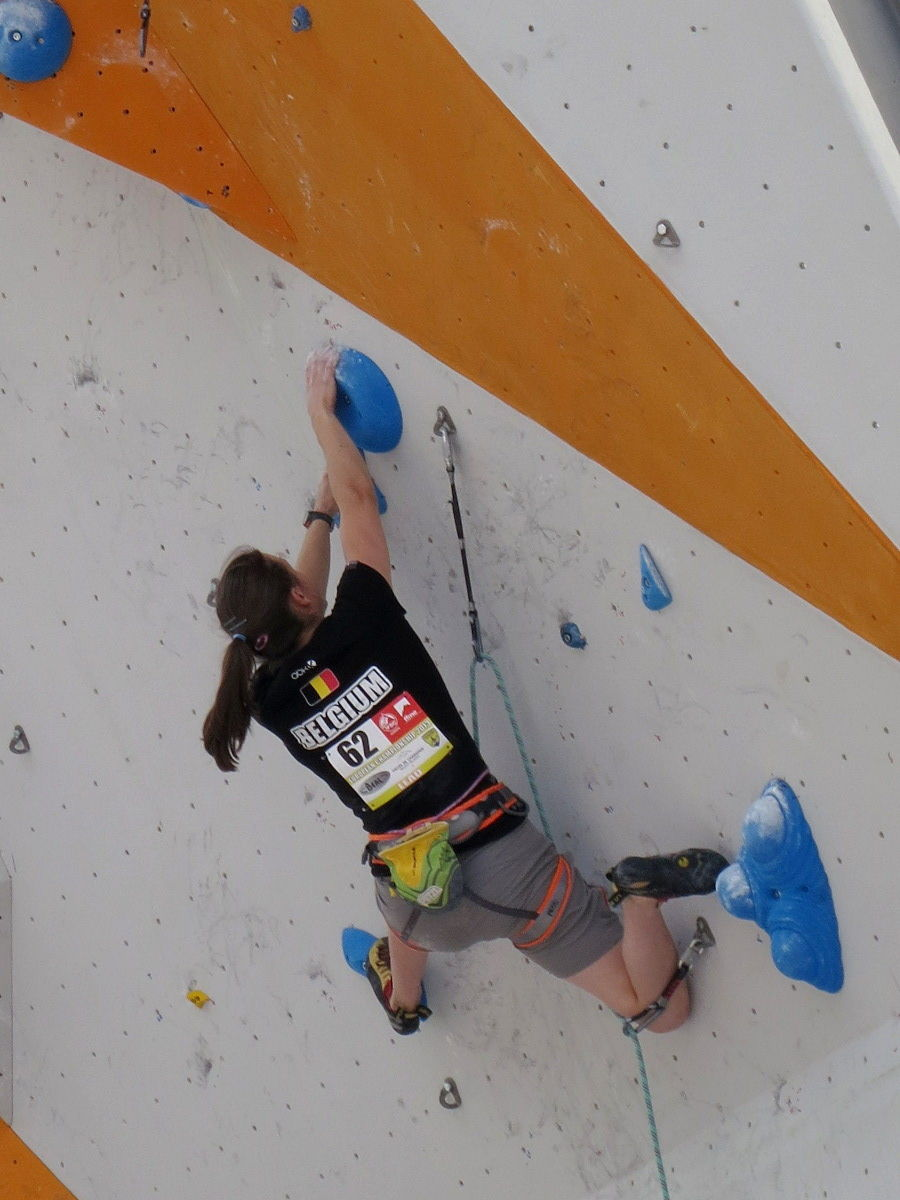
Une lolotte (pied droit)

Changement de piedChanger de pied d'appui sur une prise.
PivotRotation du pied sur une prise tenue en pointe, pour changer le placement (lolotte, orientation des hanches...).
Changement de type d'appuiChangement d'un appui en pointe à une carre, d'un crochet talon à un appui en pointe...
Croisé de piedsPasser une jambe derrière (ou devant) l'autre, pour saisir une nouvelle prise de pied.
DrapeauConsiste à s'équilibrer à l'aide de la jambe sans appui. Cette jambe est tendue contre la paroi : elle est placée sur le côté (chandelle) ou bien croisée devant la jambe d'appui (cancan) ou bien croisée derrière la jambe d'appui.
LolottePlacement d'une jambe avec un genou tourné vers le bas (talon vers le haut). Permet de valoriser une prise de pied haute ou verticale, et rapprocher le corps de la paroi. Ce terme viendrait de Laurent Jacob surnommé "lolo" qui aurait inventé ce mouvement 
GrifferEn dévers, tirer une prise de pied afin d'approcher le corps de la paroi.

## Mouvements particuliers

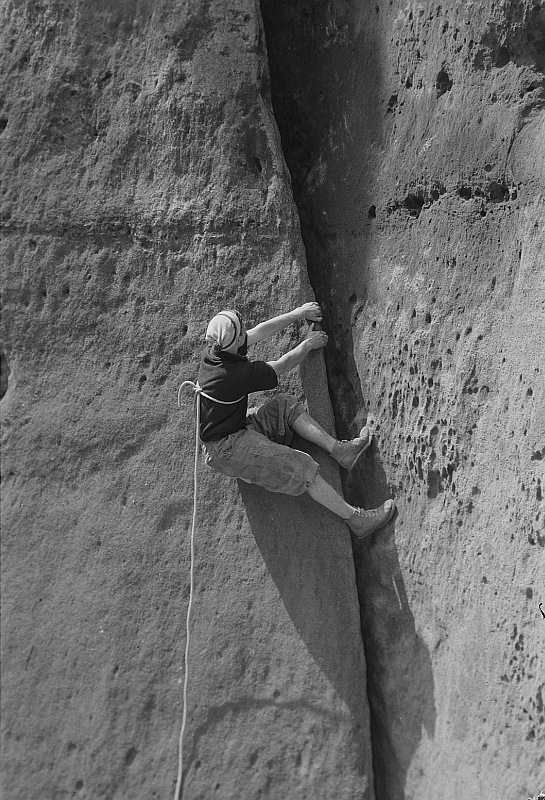
Utilisation de la méthode Dülfer : l'adhérence sur les prises, tant des mains que des pieds, est obtenue par la technique d'opposition

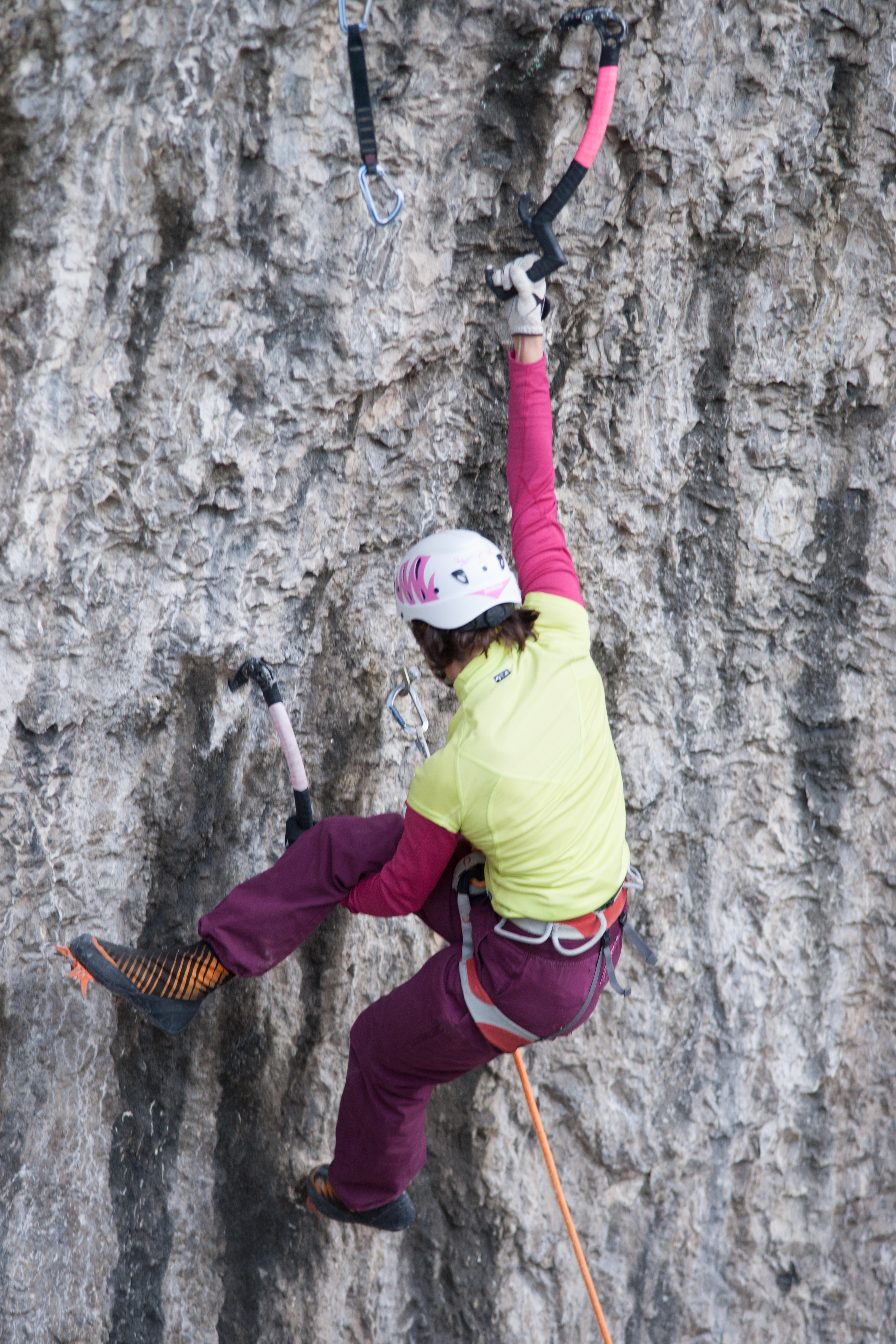
Stéphanie Maureau exécute un yaniro lors de la finale du DTS Tour 2014 à Voreppe.

Enroulé d'épauleMouvement de torse permettant d'approcher une épaule de la paroi et d'atteindre une prise de main éloignée.
Rétablissement (réta)Mouvement faisant passer d'une position de suspension à une position d'appui, pour sortir d'un toit ou d'un obstacle déversant. Initié par un appui d'un ou deux bras ou d'une jambe crochetée sur le toit.
DervicheMouvement croisé de très grande amplitude dans lequel le grimpeur va chercher la prise suivante en passant sous son bras, position qui le met dos à la paroi.
DülferLes deux mains et les deux pieds se trouvent alignés sur un même axe, d'un côté et le bassin de l'autre, le corps étant de ce fait de profil. Les mains sont légèrement plus hautes que les pieds, on tire avec les mains en poussant avec les pieds. Assez physique mais pratique pour passer de grandes fissures. Ce mouvement provient du nom de son « inventeur » Hans Dülfer, un alpiniste célèbre mort durant la Première Guerre mondiale.
GrenouillePosition en dalle popularisée dans les années 1980. Le grimpeur regroupe ses deux pieds sur une même prise placée dans l'axe de son bassin en fléchissant les jambes.
JetéMouvement d'impulsion en vue d'atteindre une prise qui n'aurait pu être atteinte normalement. Le jeté est très utilisé en escalade de bloc. Il doit plutôt s'effectuer sur de bonnes prises à la fois pour les pieds ou les mains. Il consiste à regrouper les mains avec les pieds le plus haut possible puis donner une impulsion avec les pieds en même temps que les bras tractent afin d'atteindre une prise trop éloignée. Au cours de ce mouvement, soit les deux mains décrochent des prises (c'est un jeté « à l'américaine »[réf. souhaitée]), soit une reste accrochée tandis que l'autre atteint la prise voulue. Les pieds peuvent être amenés à se décoller des prises.
No-footProvient de l'anglais signifiant « pas de pied ». Cela consiste dans une voie très déversante à ne pas utiliser les pieds en les laissant pendus. Ce mouvement peut être soit volontaire afin d'économiser une part d'énergie, soit arriver à la suite d'un glissement des pieds non souhaité. Ce mouvement nécessite d'une part une force importante et une très bonne coordination de l'ensemble du corps pour maîtriser le balancement de celui-ci.
Opposition en dièdreOn appelle dièdre une partie du rocher qui s'ouvre en deux pans plus ou moins opposés (comme deux pages d'un livre entre-ouvert), il s'agit de progresser en s'appuyant sur ces deux pans de la roche (en général : main et pied gauche sur la face de gauche, main et pied droit sur la face de droite), plus ou moins perpendiculaires, notamment à l'aide de lolottes pour les pieds (le pied est en opposition sur la paroi perpendiculaire) ou d'appuis sur la paume des mains. Le « ramonage » est une technique de progression dans une cheminée par des oppositions entre le dos, les mains et les pieds.
Run and jumpMouvement de bloc. Le grimpeur s'élance du sol, en courant puis sautant sur des prises de pied, puis réalise un jeté pour atteindre les premières prises de main situées très haut.
SkateMouvement de bloc. Se stabiliser en équilibre debout sur un volume ou des prises de pied, après un run and jump.
Temps zéroStopper instantanément un ballant après un mouvement dynamique ou un jeté, en plaquant les pieds contre le mur, pour tenir des prises de main difficiles.
Coincement en fissureLes mouvements de verrou ou coincement sont réalisés avec différents membres ou parties du corps coincés dans une fissure : coincement de genou, coincement talon-pointe, verrou de bras (bras tendu, aile de poulet) et pour des fissures plus larges des coincements et oppositions d'épaule, de torse et bassin (« renfougne »).
YaniroCe mouvement consiste dans une voie fortement déversante à placer sa jambe par-dessus son bras opposé (par exemple jambe gauche sur bras droit) afin soit de se reposer, soit d'atteindre une prise de main éloignée. Lors de ce mouvement, la face antérieure du genou vient se placer dans le creux du coude afin de se stabiliser. C'est un mouvement particulièrement périlleux et peu usité. Il provient du nom de son « inventeur » Toni Yaniro dans les années 1980.